# Hasseki, Karaburun
Hasseki là một xã thuộc huyện Karaburun, tỉnh İzmir, Thổ Nhĩ Kỳ. Dân số thời điểm năm 2010 là 85 người.